# Dorfkirche Parchen

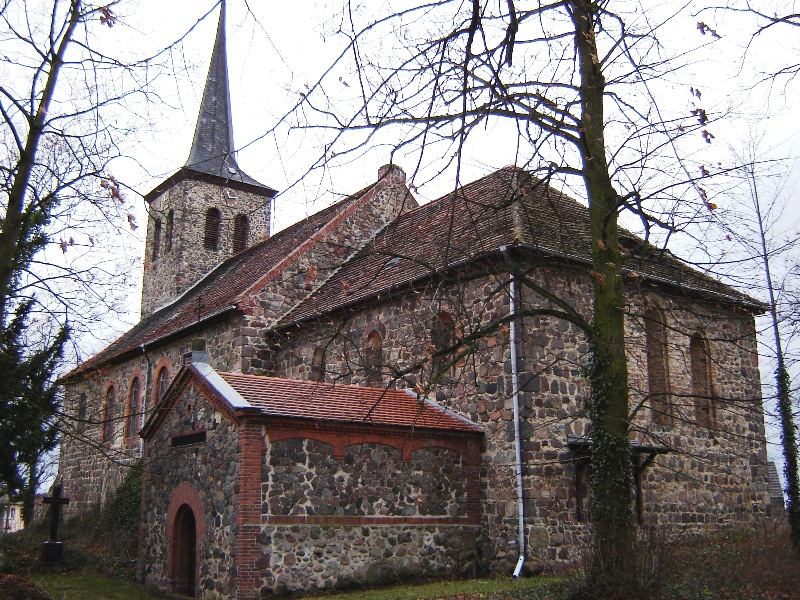
Dorfkirche Parchen

Die Dorfkirche Parchen ist die evangelische Kirche des heute zur Stadt Genthin gehörenden Dorfes Parchen.
Die Kirche befindet sich im Zentrum des Ortes, an der nach Südosten von der Bundesstraße abzweigenden Kirchstraße. Sie steht auf einem von einer Natur- und Backsteinmauer umfassten Hügel. Das Kirchengebäude besitzt mit der östlichen Chorwand noch einen Teil des romanischen Vorgängerbaus. Dieser wurde im frühen 13. Jahrhundert erbaut, musste aber nach einem Brand 1827 durch einen Neubau ersetzt werden. 
Der Neubau erfolgte vermutlich nach Plänen des Berliner Architekten Friedrich August Stüler, der später auch das Gutshaus der Familie Byern umgestaltete. Wie bei der ursprünglichen Kirche wurden beim Wiederaufbau ebenfalls Feldsteine verwendet. Dem Kirchenschiff ist im Osten ein etwas schmalerer rechteckiger Chorraum angefügt, an dessen Südseite eine Familiengruft für die Rittergutsfamilie von Byern errichtet wurde. Die Grundmauern des  Westquerturms erreichen die Höhe des Kirchenschiffs. Das quadratische Obergeschoss wurde zunächst aus Backsteinen errichtet, nach einem Brand 1934 aber stilgerecht aus Feldsteinen erneuert. Der Turm trägt einen achteckigen Spitzhelm. Die übrigen Dächer sind ziegelgedeckt, Schiff und Gruft tragen Satteldächer, der Chor ist mit einem dreiseitigen Walmdach gedeckt. Die Fenster des Kirchenschiffs und die Portale sind mit roten Backsteinen eingefasst, ebenso wurde der Gruftanbau mit Backsteinen verziert. In einem heute zugemauerten Portal in der Nordwand fand ein das Lamm Gottes zeigendes Tympanon aus dem Vorgängerbau Verwendung.
Im Innern ist eine flache Decke eingezogen, deren quadratisches Kassettenmuster  von 1934 mit Rundbildern verziert ist, die Szenen aus dem Leben Jesu, Apostelgestalten und Bibelsprüche zeigen. Zu der klassizistischen Einrichtung gehört eine Hufeisenempore, auf deren Westteil eine Orgel aus dem Anfang des 19. Jahrhunderts steht. Im Giebel der ansonsten schlichten Altarwand ist noch einmal das Lamm Gottes abgebildet. Die hölzerne fünfseitige, auf einer Säule ruhende Kanzel ist mit Inschriften verziert. An der Südwand steht noch die alte Patronatsloge. 

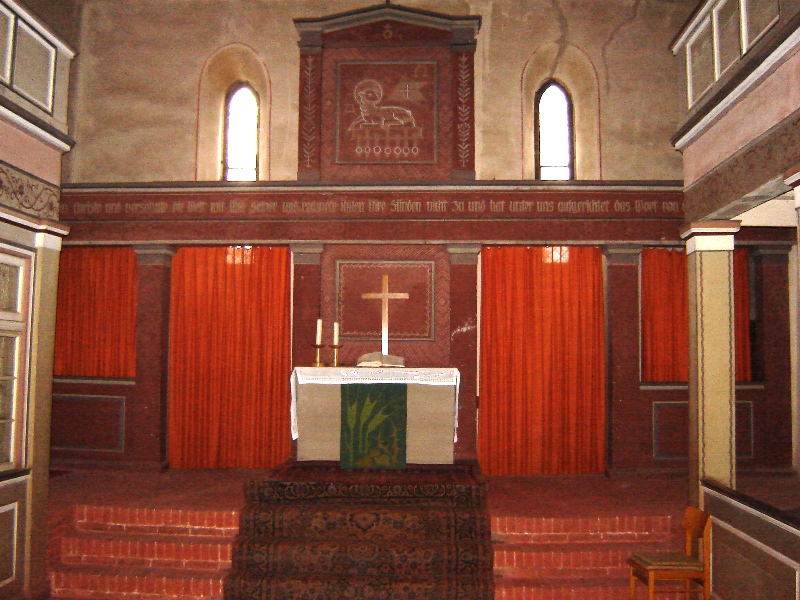
Altar
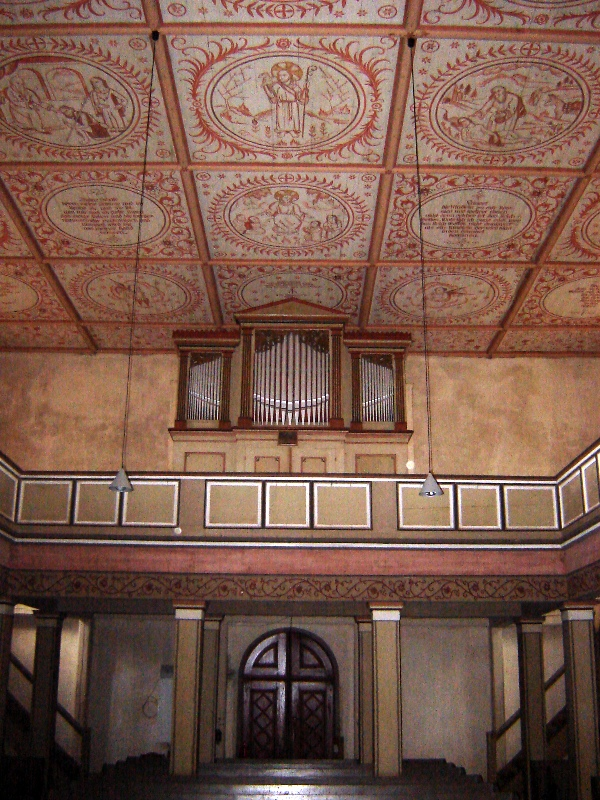
Orgel, Kassettendecke
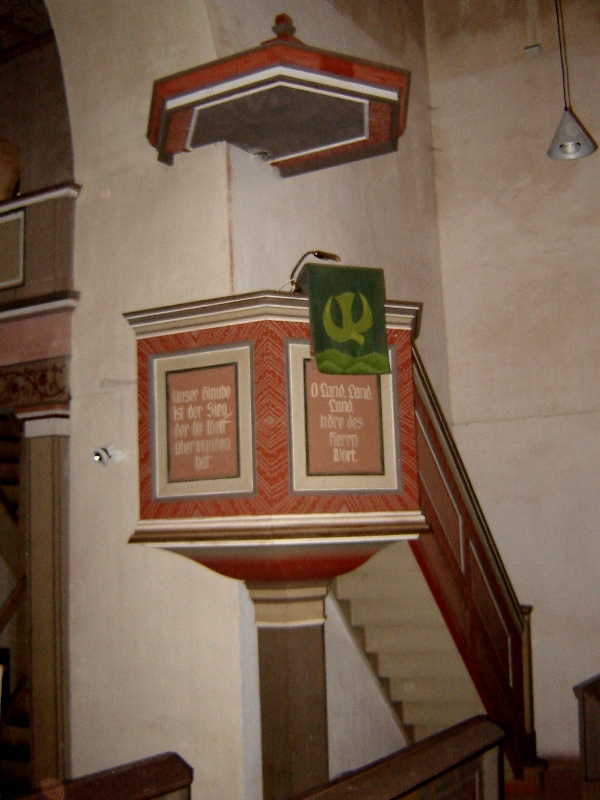
Kanzel
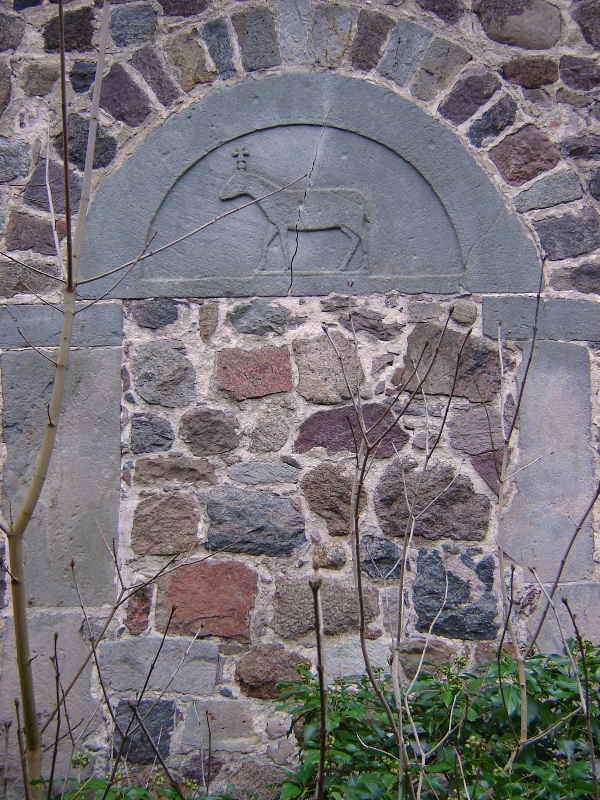
Tympanon
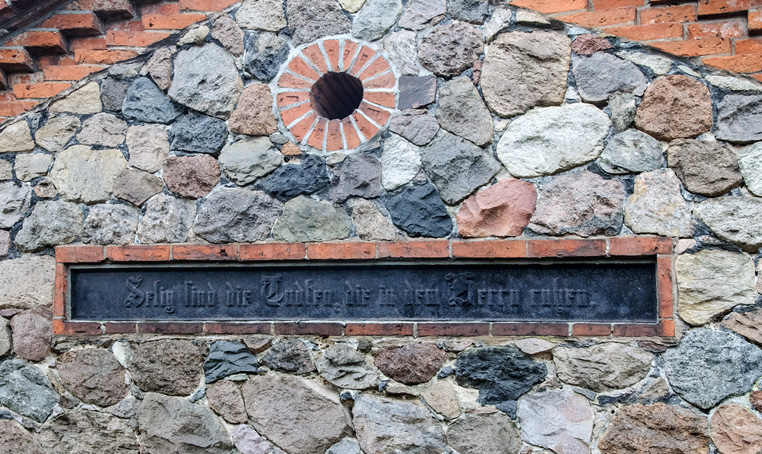
Inschrift der Gruft
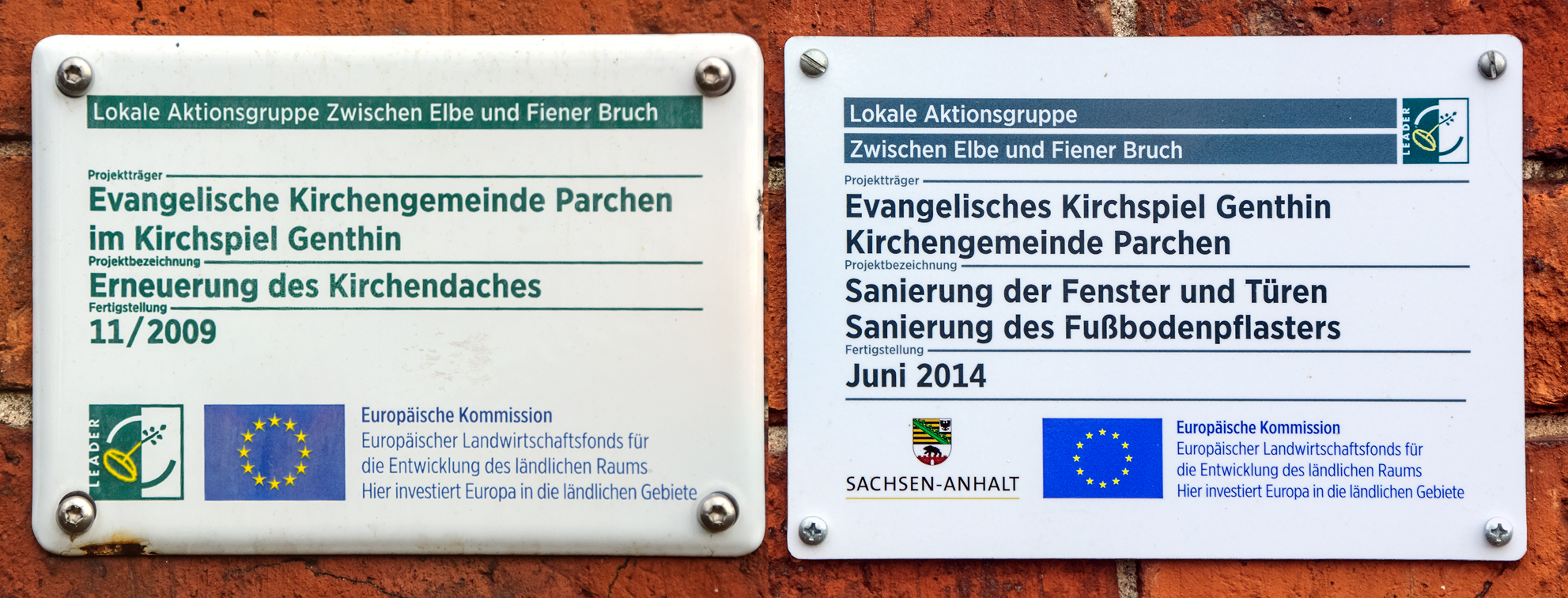
Info Sanierung